# Bystré sedlo (Západní Tatry)
Bystré sedlo je výrazné luční horské sedlo v hlavním hřebeni Západních Tater v nadmořské výšce 1946 m.

## Poloha a charakteristika
Nachází se severně od Bystré na slovensko-polské hranici, mezi Blyští 2155 m a Gáborovým sedlem. Na slovenské straně ze sedla spadají travnaté stráně, na polské skalnaté.

## Turistika a výhledy
Přes toto místo prochází  červená hřebenová turistická značka od Sivého vrchu a  modrá turistická značka od rozcestí v Gáborově dolině na Bystrou. Na Bystrou se dá ze sedla dostat přibližně za 0:35 hodiny a na sousední Blyšť přibližně za 0:25 hodiny. Na tomto místě jsou pěkné výhledy do polské Pysznianské doliny a do Gáborovy doliny.

## Přístup
- Po  značce z Gáborova sedla nebo Pyšného sedla přes Blyšť
- Po  značce z Gáborovy doliny nebo Bystré